# چن لین (دودمان مینگ)
چن لین (朝爵؛ ۱ ژانویهٔ ۱۵۴۳ – ۱ ژانویهٔ ۱۶۰۷) افسر (ارتش) اهل دودمان مینگ بود.